# Réserve de faune à okapis
La réserve de faune à okapis est une réserve inscrite sur la  liste du patrimoine mondial de l'UNESCO, dans la forêt de l'Ituri au nord-est de la république démocratique du Congo, près des frontières avec le Soudan et l'Ouganda. D'une superficie de 13 726 km2.
La réserve occupe environ un cinquième de la forêt d'ituri au Nord-Est du pays. Le Bassin du Congo, dont la réserve et la forêt font partie, est un des plus grands systèmes de drainage d'Afrique. La réserve de faune  des espèces menacées de primates et d'oiseaux à environ 5000 Okapis, sur les 30 000 vivant à l'état sauvage. La réserve possède également  des sites panoramiques exceptionnels, dont les chutes sur l'Ituri et l'Epulu. Elle est habitée par des populations nomades traditionnelles de Pygmées Mbuti et de chasseurs Efe.

## Création
La Réserve à Faune à Okapi a été créée le 2 mai 1992 suivant l'arrêté ministériel n°045/CM/ECN/92 portant la création et la délimitation  de la réserve.

## Délimitation
Selon l'article 1 de l'arrêté, la réserve de faune à okapi est délimitée d'après les indications fournies par la carte routière et administrative de la région du Haut-Zaïre (république démocratique du Congo) de la manière suivante : 
- à l'Est : la route qui lie Andundu à Mambasa, depuis le pont de la rivière Nepoko  jusqu'au  pont de la rivière franchissant la rivière Epulu ; à partir de ce pont et vers l'ouest, la rive gauche de la rivière Epulu jusqu'à son point d'insertion avec la rivière Zouguluka ; la rivière droite reliant cette source à  celle de la rivière Sili-Seti. La rive gauche de la Sili-Seti jusqu'à son confluent avec la rivière Belue  ; de ce point, la rive de la rivière Belue jusqu'à son confluent avec la rivière Ituri  ;

- au Sud: la rive gauche de la rivière Ituri à partir de son confluent avec la Belue jusqu'à son second point d'insertion avec la latitude 1°Nord; de ce point, une ligne droite suivant la latitude 1° Nord jusqu'à son intersection à la rivière Indibiri ; la rive droite l'Indibiri à l'Endulu; la rive gauche de l'Endulu jusqu'à son confluent à la rivière Lenda (1° Nord, 28, 08' E);

- à l'ouest :  la rive gauche de la rivière Lenda depuis son confluent avec l'Epulu jusqu'à son confluent avec la rivière Ituri; de ce point, une ligne droite parallèle à la longitude 28°E jusqu'à l'intersection de cette ligne avec la rivière Angamba; la rive droite de la rivière Angamba jusqu'à sa source (limite reconnue entre les zones de Mambasa et Wamba) ; une ligne droite reliant la source de l'Angamba à celle de la Takona jusqu'à son confluent avec la rivière Nepoko ;

- au nord : la rive droite de la Nepoko depuis son confluent avec La Namba jusqu'au point situé au Sud d'Andudu sur la route Andudu -Mambasa, franchissant la Nepoko[2].

## Caractéristiques et Composition

### Faune

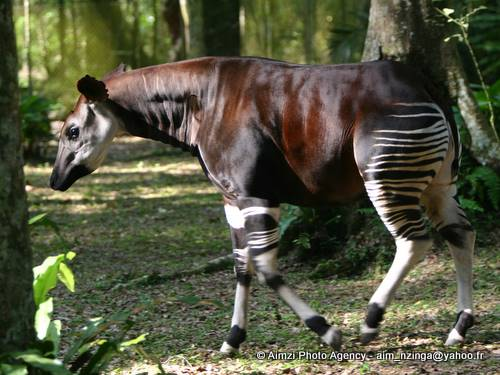
Un okapi dans la réserve de faunes à okapis, à Epulu, 2005

La réserve compte 101 espèces de mammifères et 376 espèces des oiseaux répertoriées. La population de l'espèce endémique Okapi  (Okapi johstoni), une girafe de forêt, est estimée  à 5000 individus. Parmi les autres mammifères endémiques à la forêt Nord-est de la RDC identifiés dans la réserve, se trouvent également la genette aquatique (Osbornictis piscivora) et la genette géante  (Genetta victoriae). La réserve abrite 17 espèces de primates (dont 13 diurnes et 4 nocturnes), le nombre le plus élevé pour une forêt africaine, dont 7 500 chimpanzés (Pan troglodytes).
La réserve compte également l'une des populations d'ongulés les plus variés avec 14 espèces dont 6 céphalophes. Elle abrite la plus importante population d'éléphants de forêt (Loxodonta cyclotis) encore présente à l'Est de la RDC, estimée à 7 500 individus, et elle est, également, importante pour la conservation d'autres espèces de forêt comme le Bongo (Tragelaphus eurycerus), l'antilope naine (Neotragus batesi), le chevrotain aquatique (Hyemoschus aquaticus), le buffle de forêt (Syncerus caffer nanus) et l'hylochère (Hylochoerus meinertzhageni). La réserve est répertoriée comme l'une des aires protégées les plus importantes d'Afrique pour la conservation des oiseaux avec la présence de nombreuses espèces emblématiques comme le Paon du Congo (Afropavo congolensis), ainsi que de nombreuses endémiques à l'est de la RDC.

### Intégrité
Les forêts de la réserve compte parmi les plus préservées de l'est du Bassin du Congo, et sa superficie pour maintenir sa faune. La réserve fait partie d'un  plus grand paysage forestier, celui de l'Ituri, qui reste peu touché par l'exploitation forestière et agricole.
Ainsi que l'indique son nom, la réserve abrite de nombreux okapis. En 1996, leur nombre était estimé entre 3 900 et 6 350, sur une population totale estimée de 10 000 à 20 000 individus. La réserve accueille aussi le Centre de Conservation et de Recherche d'Epulu, sur la rivière Epulu. Ce centre date de 1928, quand il fut fondé par un anthropologue américain, Patrick Putnam, comme station de capture où les okapis sauvages étaient capturés et envoyés vers des zoos américains et européens. Le centre conserve cette fonction aujourd'hui, mais avec une méthode différente. Les okapis sont capturés, puis élevés en captivité, puis seulement envoyés en zoo, s’il est avéré qu'ils y ont une plus grande chance de survie. Même ainsi, très peu sont exportés — seulement le nombre minimal pour assurer la viabilité génétique de la population captive. Le centre assure aussi de nombreuses recherches et travaux de conservation.
En plus des okapis, la réserve de faune sauvage est également le sanctuaire de nombreuses autres espèces animales originales et / ou en danger, tels l'éléphant de forêt, le paon du Congo et treize espèces de primates anthropoïdes diurnes. Les pygmées nomades mbuti et efe, et des fermiers bantous vivent également dans la réserve.
La réserve de faune à okapis est sur la liste du patrimoine mondial en danger. La plus grande menace encourue est celle de la déforestation, causée par l'agriculture sur brûlis, et la chasse pour la vente de viande de brousse. Les prospecteurs d'or posent également problème. Alors que les indigènes Mbuti et les peuples bantous respectent la forêt et la faune sauvage, les immigrants n'ont pas ce même respect. Le manque de financement lié à la situation politique et économique de la république démocratique du Congo pose également problème. Il est à espérer que l'écotourisme puisse être développé dans la région, produisant de la richesse et conscientisant la population locale et l'opinion internationale.

## Mesures de protection et de gestion
La réserve est protégée par un statut des Réserves de Faune. La réserve abrite une imprimante population autochtone : les Pygmées Mbuti et Efe, pour laquelle l'écosystème forestier est essentiellement économique et culturelle. Un plan de gestion comportant trois zones de gestion a été proposé.
Cela inclut une zone intégralement protégée de 282 000 ha, comprenant 20% de la réserve où toute chasse est prohibée et une zone à usage traditionnel 950 000 ha, dans laquelle une chasse autogérée faisant appel à des méthodes traditionnelles est autorisée pour couvrir les besoins élémentaires des populations humaines de la réserve en produits forestiers. Les installations permanentes et les défrichages agricoles sont autorisés dans une zone d'implantation de 18. 000 ha qui comprend une étroite bande de chaque côté de la Route Nationale 4, qui traverse le secteur central de la réserve, et le long d'une autre route secondaire qui relie Mambasa à Mungbere, à l'extérieur est du bien. Il est prévu que la zone intégralement protégée soit déclarée parc national. Une zone-tampon de 60 km de large a été définie tout autour de là.
Contrôler l'immigration dans la zone d'implantation, circonscrite les empiétements agricoles à l'intérieur de la zone de 10 km de large située le long de la route et s'assurer de l'implication des populations autochtones, Pygmées Mbuti et Efe, dans la gestion de la réserve sont des enjeux majeurs de la gestion de cette réserve. Un autre enjeu clé de la gestion concerne le contrôle du braconnage commercial et de l'exploitation minière artisanale. Alors que la réserve bénéficie de l'appui des diverses ONGs et financements supplémentaires, il devient impératif d'obtenir des ressources humaines et logistiques pour une gestion efficace de la réserve et de sa zone-tampon.

## Menaces et attaques  contre la réserve
En 1997, le Comité de l'UNESCO  a inscrit la réserve sur la Liste du patrimoine mondial en péril un an après son inscription au patrimoine mondial à la suite des rapports signalant le conflit armé développé dans l'est du pays au début de l'année 1997, conduisant au pillage à l'abattage d'éléphants à l'intérieur dans l'enceinte du site. La majorité du personnel avait fui la réserve. On avait également signalé l'exploitation minière de l'or.
La RFO est la cible de nombreuses attaques de miliciens actifs dans la région depuis plusieurs années. Le 24 juin 2012, le centre de recherche d'Epulu est la cible d'une attaque menée par des rebelles armés et des braconniers. Six personnes sont tuées, les locaux de la réserve pillés et incendiés et les okapis présents sur le site massacrés. Le 20 juillet 2012, l'UNESCO attribue une aide d'urgence de 30 000 dollars pour aider à la reconstruction et venir en aide aux familles des victimes. En 2017, une dizaine d'éco-gardes sont tués  lors d'une attaque d'hommes armés contre des postes de sécurité dans cette aire protégée. Depuis 2020, la milice Simba dirigée par « Manu », ancien bras droit du chef milicien Paul Sadalah alias Morgan , tué par les Fardc en 201, sévit dans la région. Cette milice se caractérise par des attaques contre les carrés miniers.